# Aníbal Pérez (futbolista)
Aníbal Pérez (futbolista)  Julián Aníbal Pérez Miers, futbolista (defensor) nacido el 19 de junio de 1944 en la ciudad de Itá, Paraguay. Militó en los grandes clubes de Paraguay, en Club Olimpia (equipo juvenil) tanto como en el Club Cerro Porteño. Sus inicios en el fútbol los hizo en el Club Sportivo Iteño, tuvo un exitoso paso por Europa siendo un referente importante en el Valencia CF de la década de los 70, conformó el equipo juvenil de la selección paraguaya así como también la selección mayor. En 1978 jugó una corta temporada en el club colombiano Deportivo Pereira.

## Clubes
| Club              | País     | Año         |
| ----------------- | -------- | ----------- |
| Cerro Porteño     | Paraguay | 1963 - 1968 |
| Valencia          | España   | 1968 - 1975 |
| Real Valladolid   | España   | 1975 - 1976 |
| Cerro Porteño     | Paraguay | 1977 - 1977 |
| Deportivo Pereira | Colombia | 1978 - 1978 |

## Palmarés
| Título                       | Club          | País     | Año     |
| ---------------------------- | ------------- | -------- | ------- |
| Primera División de Paraguay | Cerro Porteño | Paraguay | 1963    |
| Primera División de Paraguay | Cerro Porteño | Paraguay | 1966    |
| Primera División de España   | Valencia      | España   | 1970/71 |